# Cássio Gava
Cássio Roberto Gava, mais conhecido pelo seu nome artístico Cássio Gava, é um compositor, cantautor e arranjador.

## Biografia
Filho do dentista Roberto Gava e da trabalhadora do lar Amélia Goloni Gava, nasceu em São Paulo, capital.

### Primeiras atividades artísticas
Suas primeiras atividades artísticas foram como ator mirim, entre 1965 e 1971, fazendo inúmeras campanhas publicitárias para a televisão, cinema e revistas (Perua Kombi, Telefunken, Chicletes Adams, Petistil, Lanches Mirabel, Banco Português Brasileiro, Varig, Vulcabrás, Lanjal, Nescau, Sudepe, Revista Pais & Filhos, etc), através da produtora Links Film.
Em 1970 participou como ator da novela Tilim da TV Record de autoria de Dulce Santucci, direção de Wanda Kosmo, tendo no elenco Célia Helena, Míriam Mehler, Perry Sales, Nádia Lippi e Adoniran Barbosa, entre outros.
Violonista autodidata, começou a compor em agosto de 1978.

### Trajetória musical
Iniciou, em 1979, sua carreira de ator de teatro com a peça Se non è vero, é ben trovato, direção e autoria de Nydia Lícia, em cartaz no Teatro Nydia Lícia com mais de 200 apresentações.
A partir de 1979, teve durante 4 anos aulas de dança na Academia Maria Olenewa, com os professores Victor Aukstin, Ana Lúcia de Almeida e Jussara Podadera. Apresentações diversas de 1980 a 82 em espaços de São Paulo (Teatro Galpão, São Pedro, Ruth Escobar, João Caetano, Tuca) das obras de Brahms, Liszt e Tchaikovsky, entre outros, com direção musical de Gladys Iório e coreografia de Victor Aukstin.
Trabalhou também nas peças musicais O Mistério das Flores de Alceu Nunes, direção de Nydia Lícia, e Música no Ar de Alceu Nunes, direção de Victor Aukstin, ambas em cartaz durante todo o ano de 1980 no Teatro Nydia Lícia.
Ainda em 1980 compôs trilhas para a peça O Berço do Herói de Dias Gomes, sob a direção de Flávio Guarnieri; para a peça infantil A Praça do Pensamento de Laerte Ortega, atuando também como ator em ambas.
Participou ainda como ator de gravação para a TV Educativa do Rio de Janeiro da peça musical Música no Ar de Alceu Nunes (1980), com direção musical de Silvia Goes.
Depois de um ano afastado do Teatro, voltou a atuar no musical infantil De Molina a Malatesta de Alceu Nunes, direção de Nydia Lícia em cartaz no Teatro Nydia Lícia durante o segundo semestre de 1982.
Participou do espetáculo de dança clássica Capricho Espanhol de Rimsky-Korsakov para o programa Festa Baile da TV Cultura de São Paulo em 1982.
A partir de 1984, Cássio fundou diversos grupos de música onde se executava sua obra autoral pelo circuito paulistano. Um destes, o grupo Sras e Srs, teve o show roteirizado em 1989 pelo compositor Aldir Blanc.
Compôs ainda canções para o musical infantil O Sonho de Aladim de Marco Ortiz, em cartaz durante o ano de 1989 no Teatro da Funarte do Rio de Janeiro.

### Outras atividades musicais
Durante os anos 1990 escreveu músicas para balé, circo, grupos de câmara, espetáculos de dança e conjuntos diversos.
Em 1996, era lançado o primeiro CD: Rapsódia Paulistana - Um Dia em Minha Solidão, pela gravadora Dabliu/ Eldorado.
Sem nunca interromper as atividades musicais, fez inúmeros shows e participações como convidado a partir doa anos 1990.
Em 2001, também pela Dabliú/ Eldorado, saía o segundo disco, intitulado Dois.
Em 2005 é lançada sua página oficial na internet.
Foi incluído, em 2006, o verbete com sua biografia no Dicionário Houaiss Ilustrado da Música Popular Brasileira, com a criação e a supervisão geral de Ricardo Cravo Albin para a Editora Paracatu (Rio de Janeiro).
Em 2007 teve sua canção Autômato incluída no espetáculo musical Organicidade, dirigido por Luiz Eduardo Frin para o grupo vocal Canto ma non Presto com arranjo vocal de Joana Mariz.
Em 2010 estreia o espetáculo Histórias da Maloca, baseada na obra de Adoniran Barbosa, com dramaturgia de Dudu Oliveira e Robson Scobar e direção de Dudu Oliveira, em cartaz no Teatro Paulo Eiró, onde assina a trilha musical.
Entre 23 e 27 de novembro de 2016, é homenageado em apresentação da Escola Municipal de Iniciação Artística da Prefeitura de São Paulo (EMIA) com quatro canções infantis de sua autoria, interpretadas por alunos e professores do coral e orquestra no Teatro João Caetano.
Em 2018 é lançado o trabalho infantil O Quintal do Vizinho reunindo 18 canções de sua autoria (sete delas com parceiros) no formato físico e em plataformas digitais. Em 2019 começam a veicular sete destas canções na Rádio Globo Kids.
Em 2020, em meio à pandemia do Covid-19, lançou o álbum Quatro Paredes e o single Árias para Folha de Fícus, uma parceria com Aldir Blanc.
Neste mesmo ano, a música Toada (parceria com Zeca Baleiro) foi incluída no CD Labirinto Azul de Ana Lee, interpretado em duo pela cantora e Zeca Baleiro.
Em 2021 é lançado nas plataformas digitais o álbum Cinco Sentidos, com a participação de Zeca Baleiro (também parceiro em Ando Triste Ultimamente), Ana Lee, Roberto Gava e Mário Montaut (também parceiro em Água de Rosas).
Em 2023 é lançado nas plataformas digitais o álbum Seis Cordas, com a participação de Roberto Gava (também parceiro em A Máquina).
Ainda em 2023 é lançado outro álbum, Sete Chaves, com a participação especial de Ana Lee, Beth Vendramel e Victor Gava.

## Discografia

### Discos de carreira
- Rapsódia Paulistana - Um Dia em Minha Solidão (Dabliu/ Eldorado, 1996), primeiro álbum de carreira, produzido por ele mesmo, com a participação de mais de 50 músicos, entre eles o trombonista Bocato, o grupo Beijo (Coralusp), o grupo vocal Arirê, as cantoras Márcia Salomon, Miriam Maria, Tutti Baê, Ana Amélia. O disco teve a apresentação de Tom Zé na contracapa e parceiros como Costa Netto[4][5]. Na ocasião de seu lançamento saíram críticas em diversos órgãos de imprensa e em 2002 uma matéria muito elogiosa publicada no site japonês de música Aleph Zero[20].
- Dois (Dabliu/ Eldorado, 2001), segundo álbum de carreira, produzido por Cássio e Roberto Gava, com a participação de sessenta músicos, entre eles Osvaldinho da Cuíca, dos cantores Márcia Salomon, Juçara Marçal, Sandra Ximenez, Fernando Forni, Kléber Albuquerque, Élio Camalle... O disco teve apresentação de Jorge Mautner na contracapa. Teve parcerias musicais com Zeca Baleiro, Luiz Tatit, Costa Netto...[6][7] Em 2003 saiu uma boa crítica deste disco em um dos grandes sites de música do mundo, o All Music[21]. Em 2007 é publicado um comentário sobre este CD na revista Flash nº 193[22].
- O Quintal do Vizinho (Independente, 2018), álbum infantil, produzido por ele, com a participação de quase trinta músicos e cantores. A apresentação do trabalho foi feita por Ana de Hollanda, Luiz Tatit e  Costa Netto. Teve algumas parcerias musicais assinadas por Silvia Goes e Mário Carvalho[11][12].
- Quatro Paredes (Independente, 2020), álbum produzido por ele, com a participação especial de Cida Moreira. Teve parcerias assinadas por Chico César, Zeca Baleiro, Graccho, Roberto Gava, Mário Montaut e Luiz Tatit[13][14].
- Árias para Folha de Fícus (Independente, 2020), single escrito em parceria com Aldir Blanc, com a participação especial de Márcia Salomon[23].
- Cinco Sentidos (Independente, 2021), álbum produzido por Cássio e Roberto Gava, com a participação de mais de trinta músicos e cantores. Tem a participação especial de Zeca Baleiro, Ana Lee, Roberto Gava e Mário Montaut, e parcerias com Lúcia Santos, Zeca Baleiro e Mário Montaut.[17]
- Seis Cordas (Independente, 2023), álbum produzido por Cássio e Roberto Gava, com a participação de mais de vinte músicos e cantores.[18]
- Sete Chaves (Independente, 2023), álbum produzido por Cássio e Roberto Gava, com a participação de mais de trinta músicos e cantores. Tem a participação especial de Ana Lee, Beth Vendramel e Victor Gava.[19]

### Compilações
- Jam, lançado em abril de 1997, teve sua música Pela Luneta, do primeiro disco, incluída no CD exclusivo da revista Jam, dividindo faixas com Gilberto Gil, Vicente Barreto, etc, e distribuído em bancas de jornal[24].
- Brasilidade (MBB-Ouver, 2003), teve sua composição Nair incluída no disco da gravadora internacional MBB-Ouver com veiculação na Europa e América Latina[25][26].

### Projetos
- NEC a gente canta – Preservando a Natureza (2005) participação no projeto com quatro músicas infantis (três delas em parceria com o músico Mário Carvalho).

### Participações
- Samba de Alvrakélia (2004), vocal[27][28].
- Canções de Viagem de Neno Miranda (2006), vocal[29].
- Maria Maré de Delmo Biuford na canção Inútil Sol  (2012), solo ao lado de Ana Lee e Delmo Biuford[30].
- Canções de ruínas e aragem de Ozias Stafuzza e Cássio Gava na canção De Ruínas e Aragem (2023), solo ao lado de O Zi.[31]

### Gravações alheias
- Alguém, letra de Cássio e música de Selma Boragian para o disco Arirê – Grupo Vocal (1999) pelo grupo homônimo[32].
- Tarde, letra de Cássio e música de Mário Montaut para o disco Samba de Alvrakelia (2004) por Mário Montaut[27][28].
- Hora de Acordar, letra de Cássio e música de Mário Carvalho para o disco NEC a gente canta – Preservando a Natureza (2005).
- Natureza, letra e música de Cássio para o disco NEC a gente canta – Preservando a Natureza (2005) por grupo infantil.
- Gota d’Água, letra de Cássio e música de Mário Carvalho para o disco NEC a gente canta – Preservando a Natureza (2005) por grupo infantil.
- Advento, letra de Cássio e música de Mário Carvalho para o disco NEC a gente canta – Preservando a Natureza (2005) por grupo infantil.
- Audácia, letra de Cássio e música de Roberto Gava para o disco Único (2009) por Roberto Gava[33].
- Inútil Sol, letra de Cássio Gava e música de Pablito Morales para o disco Maria Maré (2012) por Delmo Biuford[30].
- Taís, letra de Cássio e música de Roberto Gava para o disco Tic Tac (2020) por Roberto Gava[33][34].
- Toada, letra de Zeca Baleiro e música de Cássio Gava para o disco Labirinto Azul (2020) por Ana Lee e Zeca Baleiro[16].
- De Ruínas e Aragem, letra de Ozias Stafuzza e música de Cássio Gava para o disco Canções de ruínas e aragem (2023) por O Zi.[31]

## Produções

### Produções discográficas
- Rapsódia Paulistana - Um Dia em Minha Solidão de Cássio Gava (Dabliu/ Eldorado, 1996)[4][5].
- Dois de Cássio Gava (Dabliú/ Eldorado, 2001)[6][7].
- Samba de Alvrakelia de Mário Montaut (Independente, 2004), fez os arranjos de todas as músicas do disco, também a produção de todas as faixas[27][28].
- O Quintal do Vizinho (Independente, 2018), fez os arranjos de todas as músicas do disco, também a produção de todas as faixas[11][12].
- Quatro Paredes (Independente, 2020), fez os arranjos de todas as músicas do disco, também a produção de todas as faixas[13][14].
- Árias para Folha de Fícus (Independente, 2020), fez o arranjo e a produção deste single[23].
- Cinco Sentidos (Independente, 2021), fez os arranjos de todas as músicas do disco, também a produção de todas as faixas.[17]
- Seis Cordas (Independente, 2023), fez os arranjos de todas as músicas do disco, também a produção de todas as faixas.[18]
- Sete Chaves (Independente, 2023), fez os arranjos de todas as músicas do disco, também a produção de todas as faixas.[19]

### Arranjos
- Paisagem Bailarina de Carlinhos Antunes (Paulinas – Comep, 1996), arranjo junro com o autor para a música Sarau, o quê? com a participação de Toninho Carrasqueira, Toninho Ferragutti, Guello e Nailor “Proveta” Azevedo[35][36].
- Para a Inveja dos Tristes de Kléber Albuquerque (Dabliú – Eldorado, 2000) arranjo para a música Carnaval[37].
- Antes e Depois do Fim do Mundo (Independente, 2002) de Élio Camalle, arranjo de cordas seu para a música Forró de um Homem Só de autoria de Élio[38].
- Samba de Alvrakelia de Mário Montaut (2004), fez os arranjos de todas as músicas do disco, também a produção de todas as faixas[27][28].
- Sons do Brasil (coletânea lançada pela Cooperativa de Trabalho dos Profissionais de Música do Estado de São Paulo, 2009), arranjo da faixa Madrugal, de Mário Montaut com participação da cantora Ana Lee[39].

## Principais Shows
Fez inúmeros shows de divulgação de CDs em diversos lugares do circuito paulistano, entre eles Sesc Pompéia, Consolação e Ipiranga; Projeto Adoniran Barbosa; Circuito Cultural da Prefeitura Municipal: Arte nos Parques, Bibliotecas, Casa de Cultura e Centros Esportivos... Cabem destaque:
- Cadê a MPB? - em 1997, Villaggio Café.[40]
- A MPB de José Carlos Costa Netto - em 1997, com a interpretação de duas de suas parcerias (Dia Dia Diá e Brasileiro Só) ao lado de nomes como Roberto Menescal, Eduardo Gudin, Vânia Bastos, Thomas Roth, Vicente Barreto, etc.
- Aniversário de São Paulo - 25 de janeiro 1998, show ao ar livre, nas comemorações do aniversário da cidade, em evento promovido pela Secretaria de Cultura junto a nomes como Tom Zé, Rita Lee e Demônios da Garoa.
- Projeto Adoniran Barbosa - 1998 no Teatro Caetano de Campos.
- Divulgação do disco Rapsódia Paulistana - Um Dia em Minha Solidão em 1998 no teatro Crowne Plaza foi especialmente apresentado por Tom Zé em show ao lado do compositor Fernando Forni e participação da cantora Márcia Salomon, ocasião em que Tom Zé destacou publicamente a música de autoria de Cássio intitulada Autômato, dizendo tratar-se de “uma canção digna de uma tese de mestrado”.
- Antenas do Ipiranga - 22 de abril de 1999 no Sesc Ipiranga com Luiz Tatit e Ná Ozzetti, apresentando entre outras sua parceria com Tatit intitulada O Dom, incluída no segundo disco.[41]
- Tropicália - Abril de 2013 na Funarte-SP, uma homenagem ao movimento que influenciou sua carreira.[42]
- Homenagem ao aniversário da cidade de  São Paulo - 25 de janeiro de 2015 no CEU Parque Bristol.[43]

## Parcerias
| Parceiro         | Obra                                   | Letra                     | Música                        | Ano (Criação) |
| ---------------- | -------------------------------------- | ------------------------- | ----------------------------- | ------------- |
| Aldir Blanc      | Árias para Folha de Ficus              | Aldir Blanc               | Cássio Gava                   | 2004          |
| Chico César      | Dia dá e eu vou                        | Chico César               | Cássio Gava                   | 2003          |
| Chico César      | Os Olhos                               | Cássio Gava e Chico César | Chico César                   | 2003          |
| Costa Netto      | Brasileiro Só                          | Costa Netto               | Cássio Gava                   | 1994          |
| Costa Netto      | Tango Gauche                           | Costa Netto               | Cássio Gava                   | 1995          |
| Costa Netto      | Dia dia diá                            | Costa Netto               | Cássio Gava                   | 1997          |
| Élio Camalle     | Meu Número                             | Cássio Gava               | Fernando Forni e Élio Camalle | 1999          |
| Fernando Forni   | Meu Número                             | Cássio Gava               | Fernando Forni e Élio Camalle | 1999          |
| Floriano Martins | Maya apagando as trilhas de um espelho | Floriano Martins          | Cássio Gava                   | 1999          |
| Graccho Peixoto  | Sem                                    | Cássio Gava               | Graccho Peixoto               | 2006          |
| João Gava        | Hora de Amar                           | João Gava                 | Cássio Gava                   | 1983          |
| Júlio Valverde   | Canção de Amor                         | Cássio Gava               | Júlio Valverde                | 2008          |
| Lúcia Santos     | Esperanto                              | Lúcia Santos              | Cássio Gava                   | 1999          |
| Lúcia Santos     | Regalo                                 | Lúcia Santos              | Chico César                   | 2000          |
| Luiz Tatit       | O Dom                                  | Luiz Tatit                | Cássio Gava                   | 1998          |
| Mário Carvalho   | Advento                                | Cássio Gava               | Mário Carvalho                | 2005          |
| Mário Carvalho   | Conchas                                | Cássio Gava               | Mário Carvalho                | 2020          |
| Mário Carvalho   | Gota d’Água                            | Cássio Gava               | Mário Carvalho                | 2005          |
| Mário Carvalho   | Hora de acordar                        | Cássio Gava               | Mário Carvalho                | 2005          |
| Mário Montaut    | Tarde                                  | Cássio Gava               | Mário Montaut                 | 2000          |
| Mário Montaut    | Ela                                    | Mário Montaut             | Cássio Gava                   | 2002          |
| Mário Montaut    | Água de Rosas                          | Cássio Gava               | Mário Montaut                 | 2021          |
| Ozias Stafuzza   | Antigravitacional                      | Ozias Stafuzza            | Cássio Gava                   | 2008          |
| Ozias Stafuzza   | De Ruínas e Aragem                     | Ozias Stafuzza            | Cássio Gava                   | 2008          |
| Pablito Morales  | Inútil Sol                             | Cássio Gava               | Pablito Morales               | 2012          |
| Roberto Gava     | Audácia                                | Cássio Gava               | Roberto Gava                  | 1991          |
| Roberto Gava     | Taís                                   | Cássio Gava               | Roberto Gava                  | 1999          |
| Roberto Gava     | Teu                                    | Cássio Gava               | Roberto Gava                  | 2002          |
| Roberto Gava     | O Marido da Ema                        | Cássio Gava               | Roberto Gava                  | 2016          |
| Selma Boragian   | Alguém                                 | Cássio Gava               | Selma Boragian                | 1991          |
| Silvia Goes      | Parece uma bola                        | Cássio Gava               | Silvia Goes                   | 2016          |
| Silvia Goes      | O lugar que eu gostaria de morar       | Cássio Gava               | Silvia Goes                   | 2016          |
| Silvia Goes      | Ouvi Dizer                             | Cássio Gava               | Silvia Goes                   | 2016          |
| Vicente Barreto  | Alvo                                   | Cássio Gava               | Vicente Barreto               | 2003          |
| Vicente Barreto  | Só                                     | Cássio Gava               | Vicente Barreto               | 2003          |
| Zeca Baleiro     | Toada                                  | Zeca Baleiro              | Cássio Gava                   | 1999          |
| Zeca Baleiro     | Ando Triste Ultimamente                | Zeca Baleiro              | Cássio Gava                   | 2021          |